# جوان تود
جوان تود هي رسامة كندية، ولدت في 1953 في مونتريال في كندا.